# 迪亞費爾峰
46°37′20.8″N 10°8′21″E / 46.622444°N 10.13917°E
迪亞費爾峰（Piz dal Diavel），是瑞士的山峰，位於該國東南部，由格勞賓登州負責管轄，屬於利維尼奧阿爾卑斯山脈的一部分，海拔高度3,062米，每年平均降雨量1,367毫米。